# Bvumbabergen
Bvumbabergen eller Vumbabergen ligger längs gränsen mellan Zimbabwe och Moçambique, omkring 25 km sydost om Mutare.  Bvumba reser sig till Castle Beacon till en höjd om 1 911 meter och är tillsammans med Chimanimani och Nyanga en del av Östra högländerna i Zimbabwe mot gränsen till Moçambique. Berget kallas ibland "Disens berg", (Bvumba betyder på språket Shona "dis".), då tidiga mornar börjar med dis som successivt klarnar upp under morgonen. Större delen av bergen ligger i Zimbabwe, med i nordost sträcker sig de in i Moçambique. Dessa svala gröna höjder hyser landsbygdshotell, ett kasino och en golfbana vid Leopard Rock Hotel och en botanisk trädgård med en av de bästa vyerna i Afrika. Bergen är också kända för dess kaffeplantage.
Från Zimbabwesidan, nås bergen via en asfalterad väg (med många potthål) från Mutare. Moçambiquesidan av bergen kan nås via en väg till Vumba Water Bottling Plant, som utgår från huvudväg EN6 strax väster om Manica.

## Bergsvandringar
Klättringen upp till bergens högsta topp, Castle Beacon, är uppför ett berg med platt topp (kopje). De lägre sluttningarna är disbälten med bergsfotsvegetation. Proteaväxter finns högre upp i bergen. Vumbabergenn, på Moçambiquesidan, är ett brant vandring till en topp med en fantastisk vy över staden Manica och dess omgivningar.

## Geologi
Bvumbabergen består främst av granit som utgör östra gränsen av Zimbabwekratonen. Vumbagraniten har daterats till att vara över 2,6 miljarder år. Graniten är här och var en intrusion av horisontella gångar med Umkondodolerit,, of omkring 1,11 miljarder år gammal.

## Flora
Bergen domineras av savannens naturskog med Brachystegia / miombo. Det finns också stora grässlätter, lokala disbälten med mossor och epipfytiska och litofytiska ormbunksväxter och barrskogar i de djupare ravinerna.. Högre upp i bergen är växtligheten sparsam, med burskar såsom protea, aloe och Strelitzia.
Mitt i bergen ligger Bungaskogens botaniska reservat och intilliggande Bvumbas botaniska trädgård. Den senare är utformad runt ett mindre antal små vattendrag och omfattar en viktig samling kottepalmer, med 59 av 189 kända arter, däribland Encephalartos manikensis, E. ferox, E. lehmanii, E. pterogonous, E. cycadifolius och E. eugene-maraisii.

## Fauna
Även om faunen är liten i området, utgör bergen ett botaniskt paradis och hem för några av de sällsyntaste fjärilsarterna i regionen. Bvumbabergen erbjuder spännande och varierande fågelskådningsmöjligheter. Området är troligen mest känd som en av främsta häckningsområdena för Halvmånskvättan, som lever och häckar i små skogsställen, några på privat mark, andra inom Bungaskogen. Livingstones turako finns i stort antal och kan genom sina territoriella ljud ofta höras långt innan de syns - deras vackra crimsonröda vingfjädrar syns ibland långt bort när de flyger från en plats till en annan. Ett mindre antal däggdjur finns i Bvumba. De mest noterbara är kanske leoparden och Diademmarkattan, den senares utbredning är dock starkt begränsad. Den intilliggande savannen på Moçambiquesidan är hem för flera sällsynta reptilarter, däribland Marshalls Lövkameleont, Arnolds skink och groddjur.

## Arkeologi
Chinhamapere Hill, på Moçambiques sida av bergen, har varit en kulturellt viktig plats sedan järnåldern. Det finns välbevarade klippmålningar (med flera mänskliga figurer, några håller bågar och spjut och andra är i trans), som tros vara omkring 8 000 år gamla, men också samtida rituella platser använda för att ordna regn, divining och helande.
Det finns åtminstone 85 stenåldersplatser i Zimbabwes del av bergen, några har än idag kulturell betydelse.

## Världsarvsstatus
Den 20 augusti 2008 sattes Bvumbabergen upp på Moçambiques tentativa världsarvslista.